# Illerup Ådal

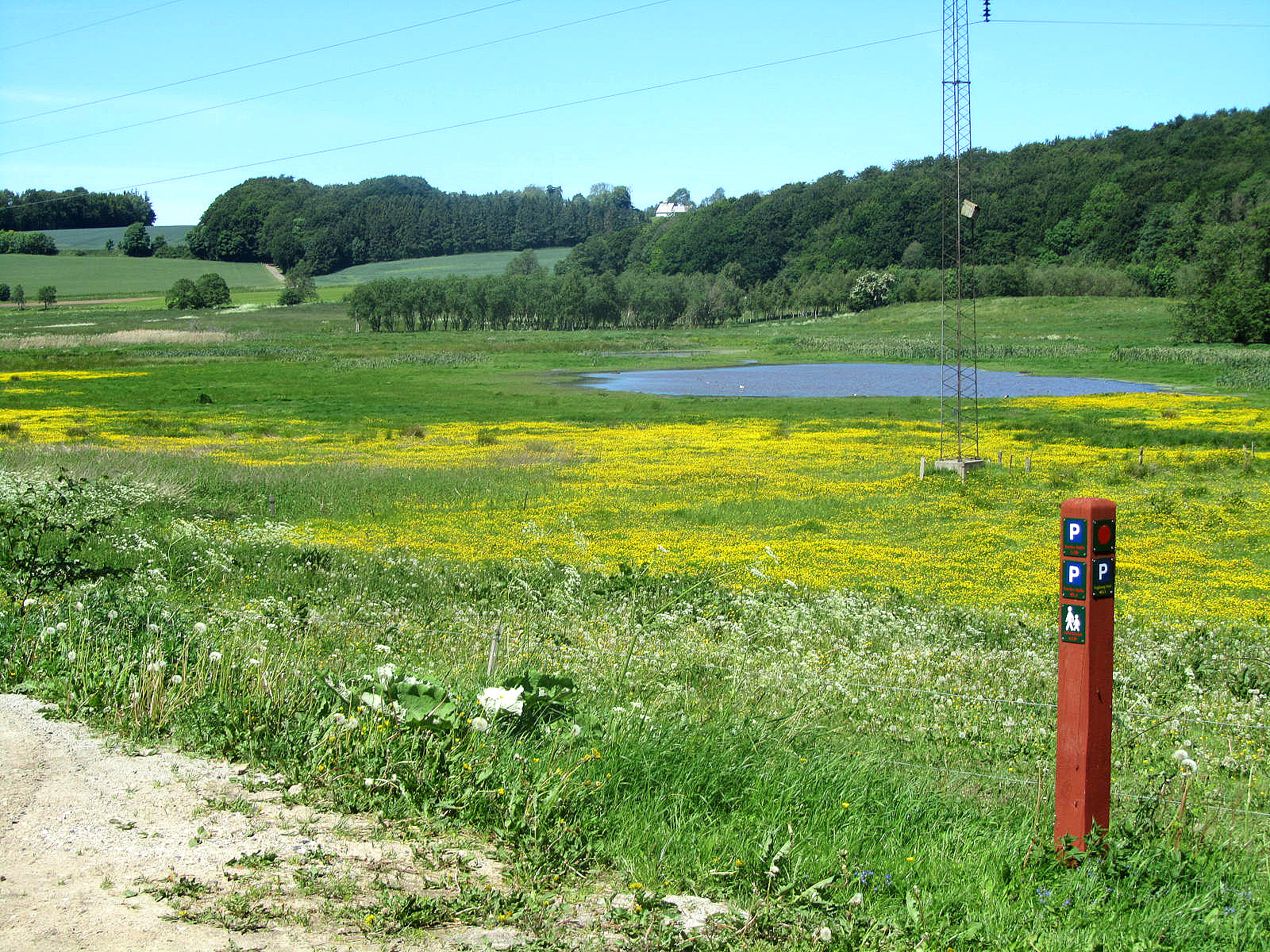
Illerup Ådal

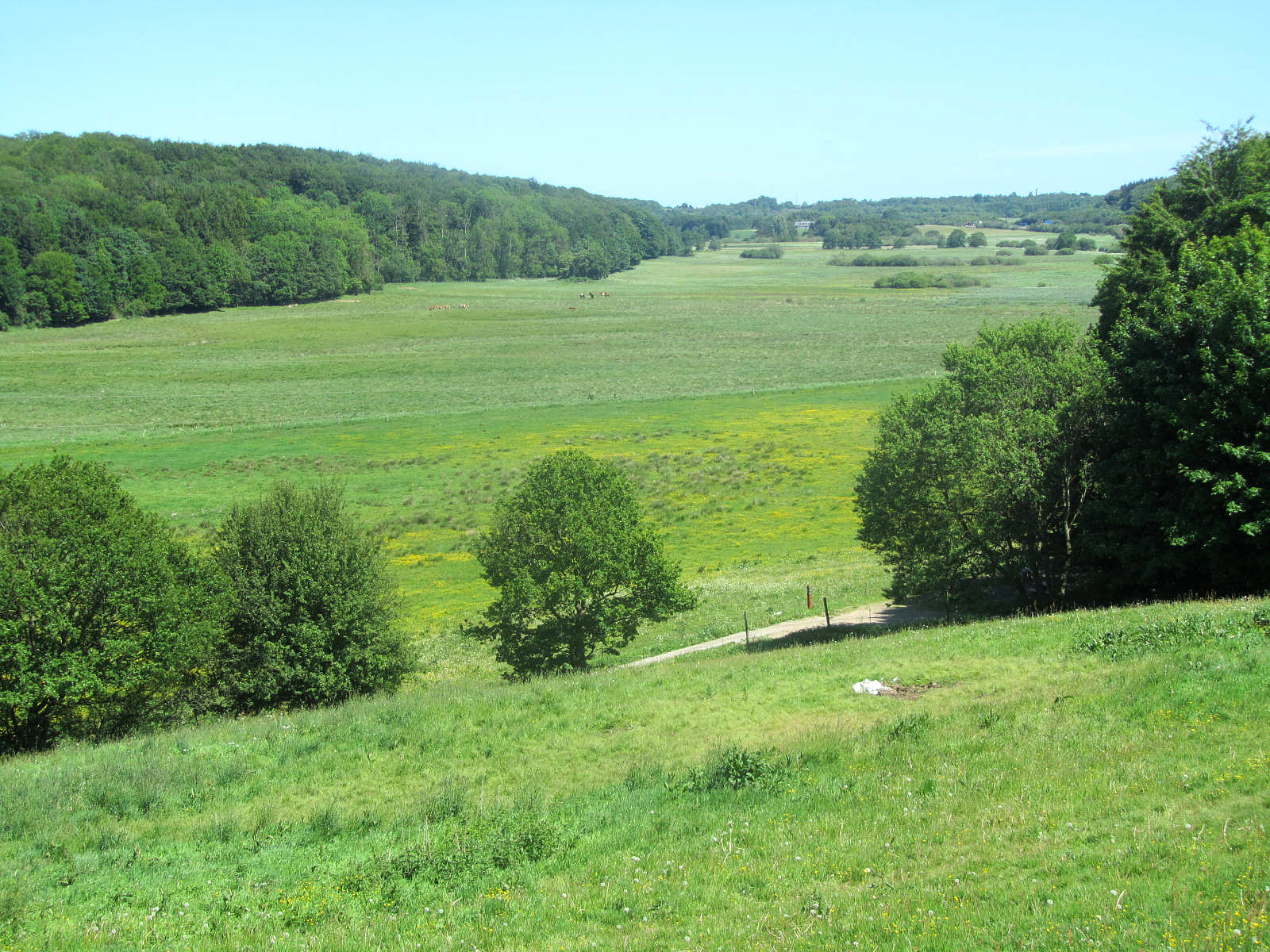
Illerup Ådal

Im Illerup Ådal wurden mehrere Waffenopfer aus der Zeit zwischen 200 n. Chr. und 450 n. Chr., in Dänemark als römische Eisenzeit bezeichnet, gefunden. Neue Grabungen erbrachten auch 200 (von vermuteten etwa 1000) zerstückelte Menschenopfer aus dem 1. Jahrhundert v. Chr.

## Lage
Die Fundstelle Illerup Ådal (Tal der Illerup Å, einem Fluss) liegt in Dänemark, zwei Kilometer nordöstlich von Skanderborg und 20 km südwestlich von Aarhus nahe der jütländischen Ostküste. Das Moor war zur Zeit der Opferungen (dänisch Offermose) einer von mehreren kleinen Seen mit einer Ausdehnung von 400 × 250 m und einer Tiefe von etwa vier Metern.

## Fundgeschichte
Erste Funde wurden im Mai 1950 gemacht. Die erste Ausgrabung fand unter Harald Andersen bis 1956 statt. Es wurde eine Fläche von 750 m² erschlossen und es konnten etwa 1200 Funde gesichert werden. Zwischen 1975 und 1985 fanden insgesamt 11 Grabungskampagnen statt, in denen eine Fläche von 40.000 m² erschlossen und etwa 15.000 Einzelfunde gesichert werden konnten. Die neuesten Funde wurden 2009 etwa zwei Kilometer vom Waffenopfer entfernt gemacht. In den Alken Enge (dt. Alkenwiesen) am Mossø (See) wurde ein eisenzeitliches Massengrab mit etwa 200 Toten in einem verlandeten See entdeckt und auf die Zeit um 200 n. Chr. datiert.
Zwischen 2009 und 2014 wurden nur wenige Meter entfernt Überreste von weiteren 82 jungen Männern gefunden, die irgendwann zwischen 2 v. Chr. und 54 n. Chr. gewaltsam ums Leben gekommen sein dürften. Die Datierung erfolgte über die Radiocarbonmethode. Ob es einen Zusammenhang mit römischen Vorstößen in die Gebiete südlich der Elbe gab, ist unklar. Man geht von einer Truppenstärke von bis zu 380 Kriegern aus, die offenbar noch monatelang auf dem Schlachtfeld lagen, bevor sie zur Alken Enge des Illerup gebracht und rituell beerdigt wurden. Spuren von Verbiss durch Wölfe und Füchse belegen, dass die Opfer nicht vor Ort starben und nach dem Einsammeln systematisch zerteilt und gebündelt wurden. Dies deutet nach Ansicht der Archäologen darauf hin, dass die Germanen hier einen Ort der Erinnerung schufen.

## Datierung
Die Menschenopfer werden in das 1. Jahrhundert v. Chr., die Mehrzahl der zwischen 1950 und 1956 entdeckten Waffen auf 200 n. Chr. datiert, bei dieser Gelegenheit gelangten 90 % der Gegenstände in den See. Weitere Opferungen folgten um 225 n. Chr., 375 n. Chr. und 450 n. Chr.

## Erhaltung
Bei dem Moor im Illerup Ådal handelt es sich um ein Niedermoor mit einem pH-Wert von 8,5. Daher blieben Waffen und einige organische Stoffe wie Knochen Holz und pflanzliche Fasern erhalten, Wolle und Leder vergingen hingegen. Sehr vereinzelt sind im Eisenoxid noch Spuren oder Abdrücke einstiger Kleidung erhalten.

## Runeninschriften
Im Moor von Illerup Ådal wurden einige der ältesten germanischen Runeninschriften gefunden, die sämtlich der Zeit um 200 n. Chr. angehören. Zu den wichtigsten gehören:

### Schildfesselbeschlag vom Illerup Ådal 1
Der fast gänzlich unverzierte Schildfesselbeschlag mit zwei Nietlöchern ist aus Bronze und weist ein Gewicht von 0,020 kg bei einer Gesamtlänge von 189 mm auf. Der Schildfesselbeschlag weist einige Beschädigungen auf. Die Runen sind dem Schildträger zugewandt angebracht. Da es sich um ein mobiles Objekt handelt, kann der Ort der Anbringung der Inschrift nicht ermittelt werden. Die rechtsläufige Inschrift kann sicher als swarta gelesen werden, wobei die letzte a-Rune rechts unterhalb den Runen 4–5 liegt, und zwar so, dass der Stab den Füßen der übrigen Runenzeichen zugewandt ist, während dessen Zweige nach unten weisen. Die Inschrift wird als su̯arta gedeutet, ein Nominativ Singular eines mask. n-St. Es handelt sich wohl um einen Beinamen 'der Schwarze', wie er auch in run. (Steinkreuz von Andreas II [Isle of Man]) suarti, ahd. Swarzo, aisl. Svarti, adän., aschwed. Swarte vorliegt. Urgerm. *su̯artan- ist eine Ableitung mit dem Individualisierungen bildenden Suffix urgerm. *-n- von urgerm. *su̯arta- ‚schwarz’ (> got. swarts, ahd. swarz, as. swart, ae. sweart, afries. swart, aisl. svartr).

### Schildfesselbeschlag vom Illerup Ådal 2
Der fast unversehrte, riefenverzierte Schildfesselbeschlag aus Silber mit trapezoiden Nietplatten und zwei Nietlöchern hat eine Länge von 18,8 cm und ein Gewicht von 0,024 kg. Darauf findet sich eine linksläufige Runeninschrift mit einer Höhe von 5 bis 8 mm; sie ist als niþijo tawide zu lesen, wobei eine Besonderheit die 'Spiegelrunen' (um den Stab verdoppelte Runen) þ und w sind. Es handelt sich um einen Runenritzer- oder Herstellerinschrift mit dem in Runeninschriften mehrfach vorkommenden Verb tawide 'er/sie machte' (3.sg.ind.prät.). Der vorausgehende Personennamen niþijo ist am wahrscheinlichsten eine Ableitung mit dem Kurzformen zu zweigliedrigen Personennamen bildenden Suffix urgerm. *-i̯a/ōn- von urgerm. *nīþa- 'Neid' (> got. neiþ, ahd. nīd, as. nīth, ae. nīð, afries. nīth, aisl. níð), also 'der, die Neidische'. Zweigliederige Personennamen mit diesem Element sind mehrfach belegt, wie lat.-germ. Nitigis (Liste der Bischöfe von Lugo), ahd. m. Nithbald, Nidperht, f. Nitfalia, Nithildis. Umstritten ist, ob die Endung -o als ein Maskulinum oder ein Femininum zu interpretieren ist.

### Schildfesselbeschlag vom Illerup Ådal 3
Der wahrscheinlich vor der Niederlegung beschädigte, silberne, 19 cm lange und 0,036 kg schwere Schildfesselbeschlag weist eine linksläufige, 5 bis 7 mm hohe Runeninschrift auf, die dem Schildträger zugewandt war. Die Inschrift ist sicher als laguþewa zu lesen (mit erneut zwei 'Spiegelrunen' þ und w). Es handelt sich um einen zweigliedrigen Personennamen (m. n-St.) mit den Bestandteilen urgerm. *laǥu- 'Wasser, See' (> as., ae. lagu, aisl. lǫgr) und urgerm. *þeǥu̯an- 'Diener' (> ae. þēowa), somit 'Sumpfdiener'. Der Personenname kann unmittelbar mit dem erulischen Namen Φανίθεος 'Sumpf-Diener' verglichen werden. Namen dieser Art weisen einen religiösen Bezug auf, wobei die offensichtlich als Weihegabe gedachten Waffenopfer in den skandinavischen Mooren den kultischen Hintergrund liefern.

### Feuerstahlgriff vom Illerup Ådal
Der aus Holz bestehende Griff eines nadelförmigen Feuerstahls mit einer Länge von 90 mm und einem Durchmesser von 21 mm weist eine 10 mm hohe Runeninschrift auf. Sie ist wohl als gauþz zu lesen, wobei die Rune þ eine ungewöhnliche Form aufweist (der Haken geht über den gesamten Stab). Das Wort ist wohl als urgerm. *ǥau̯þa- 'Beller' zu deuten (wobei es sich vermutlich um ein Heiti handelt), eine Ableitung vom Verb urgerm. *ǥau̯i̯e/a- 'bellen' (> ae. gōian, wfries. geije, aisl. geyja). Die Stammklasse des Nomens ist unklar. Die verbreitete Annahme eines Konsonantenstamms ist eher unwahrscheinlich, da es sich um eine späte Ableitung handelt (die Konsonantenstämme stellen im Urgermanischen keine produktive Klasse dar). Da es im Runenmaterial weitere Endungen auf -z gibt, liegt die Annahme näher, dass hier Endungen des Nom.Sg. urgerm. *-az mit bereits geschwundenem Themavokal *-a- vorliegen.

### Lanzenspitze vom Illerup Ådal 1/2
Es handelt sich um zwei Lanzenspitzen des Typs Vennolum mit einer Mittelrippe. Sie enthalten beide eine gestempelte, linksläufige Runeninschrift, die wagnijo zu lesen ist, wobei die erste Rune w eine Spiegelrune ist; dieselbe Inschrift findet sich auch auf eine Lanzenspitze aus Moorfund von Vimose. wagnijo ist als ein Nom.Sg. zu bestimmen und setzt urgerm. *u̯aǥnii̯a/ōn- fort, eine Bildung mit dem einerseits Personenbezeichnungen, andererseits Nomina agentis bildenden Suffix urgerm. *-(i)i̯a/ōn-. Die Ableitungsbasis ist urgerm. *u̯aǥna- 'Bewegung, Wagen' (> aisl. vagn, ae. wægn, afr. wein, as., ahd. wagan). Für wagnijo kann daher sowohl eine Bedeutung 'Beweger' (was auf einen Waffennamen hinweisen würde) oder 'Wagenmacher, -bauer' (was für einen Personennamen sprechen würde) angenommen werden. Die Endung -o wird sowohl als Maskulinum wie als Femininum interpretiert.